# 结雅区
结雅区（俄语：Зейский район）是俄罗斯联邦阿穆尔州下辖的一个区，其行政中心为结雅。据2016年统计，该区的人口为15383人。